# Nagykorpád
Nagykorpád là một thị trấn thuộc hạt Somogy, Hungary. Thị trấn này có diện tích 33,42 km², dân số năm 2010 là 599 người, mật độ 18 người/km².